# Menashe Noy
Pour les articles homonymes, voir Noy.
Menashe Noy, né le 7 août 1959 à Tel Aviv, en Israël, est un acteur, scénariste et réalisateur israélien.

## Biographie
Menashe Noy est marié avec l'actrice israélienne Keren Mor.

## Filmographie partielle

### Comme réalisateur et scénariste
- 1997 : Overture 1812

### Comme acteur

#### À la télévision
- 2019 : Our Boys (série télévisée) : Asher
- 2020 - : Téhéran : Meir Gorev

#### Au cinéma
- 1994 : Autobiographia Dimionit de Michal Bat-Adam : le professeur de violon
- 1995 : Hole Ahava B'Shikun Gimel de Savi Gabizon
- 1996 : Saint Clara d'Ari Folman et Ori Sivan : le père de Tikel
- 1996 : Klavim Lo Novhim Beyarok d'Orna Raviv et Yohanan Raviv : HaGoel
- 1997 : Beep d'Amit Hecht : Rani
- 1999 : Shiv'a Yamim Be'Elul d'Amir Zait
- 2000 : Besame Mucho de Joseph Pitchhadze : Shimon
- 2001 : Made in Israel d'Ari Folman : Eddie Zanzury
- 2002 : Intervention divine d'Elia Suleiman : Soldat au checkpoint
- 2003 : Ish HaHashmal d'Eli Cohen : Pinhas Rutenberg
- 2003 : Cadeau du ciel (Matana MiShamayim) de Dover Koshashvili : Ponchika
- 2004 : Henry's Dream : Henry
- 2004 : Ahava Colombianit de Shay Kanot : Gemash
- 2004 : Shnat Effes de Joseph Pitchhadze : Re'uven
- 2006 : Foul Gesture de Tzahi Grad : Officier de police
- 2009 : Le Temps qu'il reste (The Time that Remains) d'Elia Suleiman : le chauffeur de taxi
- 2010 : Rabies (Kalevet) d'Aharon Keshales et Navot Papushado (en) : Menashe
- 2011 : Le Policier (Ha-shoter) de Nadav Lapid : Michael
- 2011 : Edut de Shlomi Elkabetz
- 2012 : Igor & the Cranes' Journey d'Evgeny Ruman : Jacky
- 2013 : Big Bad Wolves d'Aharon Keshales et Navot Papushado (en) : Rami
- 2013 : Farewell Baghdad de Nissim Dayan : Abu Salah
- 2013 : Sassi Keshet Never Eats Falafel
- 2013 : Kidon d'Emmanuel Naccache
- 2013 : Sukaryot de Joseph Pitchhadze
- 2014 : Le Procès de Viviane Amsalem de Ronit Elkabetz et Shlomi Elkabetz : Carmel Ben Tovim
- 2014 : Love Letters to Cinema de Tawfik Abu Wael, Michael Alalu, Hagar Ben-Asher, Dana Goldberg, Tomer Heymann, Nadav Lapid, Avi Nesher, Eran Riklis, Dror Shaul et Osi Wald
- 2016 : Hayaar shehaya de Guy Raz : Avner
- 2018 : Working Woman de Michal Aviad : Benny
- 2019 : The Day After I'm Gone de Nimrod Eldar : Yoram